# Lykosura
Lykosura var en forntida stad i Arkadien, känd för sin kult av Persefone.
Utgrävningar har blottat ett tempel med pelarhall, akropol med mera.

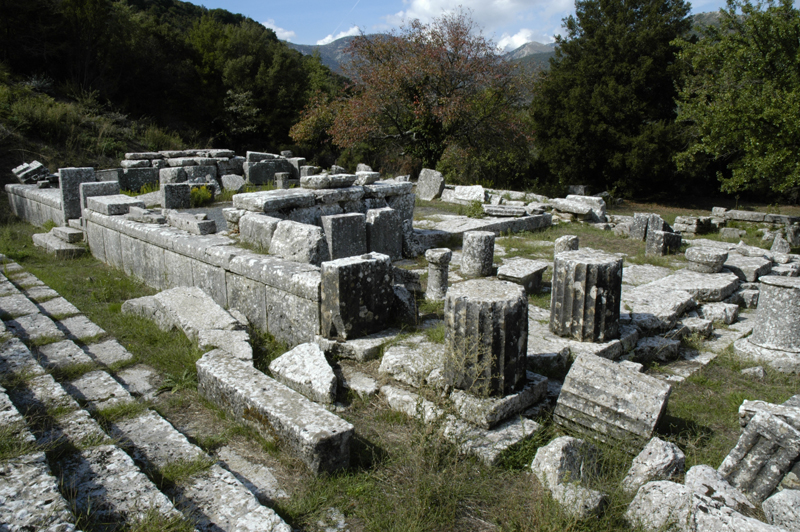
Lykosura